# Cylindrecamptus lineatus
Cylindrecamptus lineatus är en skalbaggsart som först beskrevs av Aurivillius 1914.  Cylindrecamptus lineatus ingår i släktet Cylindrecamptus och familjen långhorningar.
Artens utbredningsområde är Laos. Inga underarter finns listade i Catalogue of Life.